# Aşgabat Velodrom
Das Aşgabat Velodrom (turkmenisch Welotrek sport toplumy; englisch Ashgabat Velodrome; voller Name: Ashgabat Olympic Complex Velodrome) ist ein Velodrom in der turkmenischen Hauptstadt Aşgabat. Es liegt im Aşgabat-Olympia-Komplex und wurde von dem türkischen Unternehmen Polimeks errichtet. Die Halle verfügt über eine 250-Meter-Bahn und bietet 6000 Plätze. Die Sportarena liegt direkt südlich dem 2017 eingeweihten Saparmyrat-Türkmenbaşy-Olympiastadion mit 45.000 Plätzen. Der Sportkomplex wurde für die Asian Indoor & Martial Arts Games 2017 erbaut. Im Velodrom fanden die Bahnradwettbewerbe statt. Ende September 2018 vergab die UCI die Bahn-Weltmeisterschaften 2021 an die turkmenische Hauptstadt mit dem Aşgabat Velodrom als Austragungsort. Im Juni 2021 wurde die WM von den Organisatoren wegen der COVID-19-Pandemie abgesagt.